# Мартин, Ник (игрок в американский футбол)
Николас Джейкоб Мартин (англ. Nicholas Jacob Martin; 29 апреля 1993, Индианаполис, Индиана) — профессиональный американский футболист, выступающий на позиции центра в клубе НФЛ «Лас-Вегас Рэйдерс». На студенческом уровне играл за команду университета Нотр-Дам. На драфте НФЛ 2016 года был выбран во втором раунде.

## Биография
Ник Мартин родился 29 апреля 1993 года в Индианаполисе. Один из двух сыновей в семье Пэм и Кита Мартинов. Его старший брат Зак также профессиональный футболист, игрок НФЛ. Мартин учился в старшей школе имени епископа Сайласа Чатерда, играл линейным нападения и защиты в её футбольной команде, в 2010 году становился победителем чемпионата штата. На момент окончания школы он входил в число пятидесяти лучших молодых игроков штата по версии Ассоциации футбольных тренеров Индианы.

### Любительская карьера
В 2011 году Мартин поступил в университет Нотр-Дам. Первый сезон он провёл в статусе освобождённого игрока, тренируясь с командой, но не участвуя в матчах. В турнире NCAA он дебютировал в 2012 году, сыграв в тринадцатци матчах, в основном в составе специальных команд. Во второй части сезона он стал первым запасным для обоих тэклов команды, выходил на позицию гарда. В 2013 году Мартин сыграл в одиннадцати матчах на позиции стартового центра. Линия нападения команды, в которую он входил, стала второй в поддивизионе FBS, пропустив всего восемь сэков.
Перед началом сезона 2014 года Мартин был выбран капитаном команды. Он сыграл в трёх матчах стартовым центром, ещё десять игр провёл на позиции основного левого гарда. Его называли в числе претендентов на Римингтон Трофи и Ломбарди Эворд, призы лучшему центру студенческого футбола. Всего за время своей студенческой карьеру Мартин сыграл в 37 матчах, 24 из них начинал в стартовом составе.

### Профессиональная карьера
Перед драфтом НФЛ 2016 года аналитики сайта Bleacher Report отмечали, что оценки Мартина скаутами профессиональных клубов заметно повысились в ходе показательных тренировок. Сильными сторонами игрока называли его опыт, умение действовать на разных позициях в линии нападения, его уровень атлетизма и технику. Главной проблемой могли стать физические и психологические последствия перенесённой им в 2013 году травмы колена, после которой Мартин стал менее взрывным игроком. 
На драфте Мартин был выбран «Хьюстоном» во втором раунде под общим 50 номером. В мае 2016 года он подписал с клубом четырёхлетний контракт на общую сумму 4,8 млн долларов. В августе он перенёс операцию на голеностопе и был внесён в список травмированных до конца сезона. Летом 2017 года Мартин выиграл борьбу за место стартового центра «Тексанс» у Грега Манца. Он сыграл в четырнадцати матчах регулярного чемпионата, пропустив последние два из-за травмы ноги. Как и вся линия нападения команды в целом, он неудачно провёл сезон, заняв только тридцатое место среди центров лиги по оценкам сайта Pro Football Focus. При этом в пасовых розыгрышах он был лучшим блокирующим команды. В 2018 году Мартин сыграл шестнадцать матчей, став худшим по оценкам Pro Football Focus центром Южного дивизиона АФК. Линия нападения «Хьюстона» вновь действовала плохо, пропустив 62 сэка, в последних четырёх матчах чемпионата она не смогла поддерживать выносную игру.
В сентябре 2019 года «Хьюстон» продлил контракт с Мартином ещё на три года, сумма соглашения составила 33 млн долларов. Эта сделка должна была обеспечить преемственность в перестраивающейся линии нападения. Он пропустил часть предсезонных сборов, но сыграл в стартовом составе все шестнадцать матчей регулярного чемпионата, пропустив только два сэка. По итогам сезона Мартин стал седьмым центром лиги по эффективности блоков на пасе по оценкам ESPN. В 2020 году он сыграл шестнадцать матчей, действуя с меньшей эффективностью и допустив несколько результативных ошибок, хотя в целом слабо играла вся команда, одержавшая только четыре победы. В феврале 2021 года клуб объявил об отчислении Мартина, которое позволяло освободить 6,25 млн долларов под потолком зарплат.
В марте 2021 года Мартин подписал однолетний контракт на сумму 1,1 млн долларов с клубом «Лас-Вегас Рэйдерс». В команде его рассматривали как возможного претендента на место стартового центра наряду с Андре Джеймсом.